# Fäjö
Fäjö är en småort i Lösens socken i Karlskrona kommun i Blekinge län.